# Nickel(II) iodide
Nickel(II) iodide là một hợp chất vô cơ có thành phần chính gồm hai nguyên tố là nickel và iod, với công thức hóa học được quy định là NiI2. Hợp chất này tồn tại dưới dạng thức là một chất rắn màu đen, hòa tan dễ dàng trong nước để tạo ra dung dịch có màu lục lam của phức hợp thủy sinh. Màu xanh lục cũng là một màu đặc trưng của các hợp chất nickel(II) dưới dạng ngậm nước. Hợp chất này có một số ứng dụng trong quá trình xúc tác đồng nhất.

## Cấu trúc và tổng hợp
Hợp chất nickel(II) iodide khan kết thành mô hình phân tử tương tự CdCl2, với dạng hình học hình bát diện tại mỗi trung tâm là ion Ni(II). NiI2 được điều chế bằng cách khử nước hợp chất dạng ngậm nước pentahydrat.
NiI2 là một hợp chất có khả năng tồn tại dưới dạng ngậm nước, và dạng ngậm nước của hợp chất này có thể được điều chế bằng cách hòa tan nickel(II) oxide, nickel(II) hydroxide hoặc nickel(II) carbonat trong acid hydroiodic. Dạng khan có thể được sản xuất bằng cách xử lý nickel với iod.
NiI2 có một số ứng dụng trong ngành công nghiệp, dùng làm chất xúc tác trong phản ứng carbon hóa. Ngoài ra, hợp chất này cũng được sử dụng thích hợp như là một chất tinh khiết trong tổng hợp hữu cơ, đặc biệt là kết hợp với samari(II) iodide.

## Hợp chất khác
- Nickel(II) iodide có thể tạo một số hợp chất với NH3, chẳng hạn như NiI2·2NH3 (chất rắn nâu), NiI2·6NH3 (tinh thể dương).[5]
- Nickel(II) iodide có thể tạo một số hợp chất với N2H4, như NiI2·2N2H4 (tinh thể vàng)[6], NiI2·4N2H4 (chất rắn tím nhạt)[7], NiI2·6N2H4 (chất rắn tím nhạt, CAS#52154-97-9).[8]
- Nickel(II) iodide có thể tạo một số hợp chất với NH2OH, như NiI2·6NH2OH là tinh thể hình kim màu tím, dễ bị thủy phân.[9]
- Nickel(II) iodide có thể tạo một số hợp chất với CO(NH2)2, như NiI2·10CO(NH2)2 là tinh thể lục.[10]
- Nickel(II) iodide có thể tạo một số hợp chất với CS(NH2)2, như NiI2·4CS(NH2)2 là tinh thể màu nâu nhạt-lục[11] hay NiI2·6CS(NH2)2 là chất rắn màu dương, tan trong nước tạo dung dịch màu nâu, CAS#: 14874-20-5.[12][ghi chú 1]
- Nickel(II) iodide có thể tạo một số hợp chất với CSN3H5, như NiI2·2CSN3H5·nH2O là tinh thể lục, CAS#: 15157-48-9[13][ghi chú 1] hay NiI2·3CSN3H5 xuất hiện ở hai dạng: dạng α là tinh thể màu lục, dạng β là tinh thể màu dương. Đihydrat có màu dương đậm.[14]